# Dorcadion globithorax
Dorcadion globithorax là một loài bọ cánh cứng trong họ Cerambycidae.